# Romeo Benetti
Pour les articles homonymes, voir Benetti (homonymie).
Romeo Benetti (né le 2 octobre 1945 à Albaredo d'Adige dans la province de Vérone en Vénétie) est un joueur de football international italien, qui jouait au poste de milieu de terrain, avant de devenir entraîneur.
Il vit aujourd'hui dans la ville de Leivi, et son frère Bruno, était également footballeur.

## Biographie

### Carrière en club
En club, Panzer (son surnom) ou il tedesco (l'allemand) joua au début dans des clubs de divisions inférieures (Bolzano Calcio, AC Sienne, AS Tarente et US Palerme), avant de jouer au haut niveau (avec le Milan AC, la Juventus FC et AS Rome), remportant beaucoup de titres en Italie et en Europe.
À l'US Palerme, il est acheté pour la somme de 50 millions de lires, club avec qui il inscrit 2 buts en 35 matchs lors de la saison 1967-1968.
La saison suivante, il est acheté par le club de la Juventus pour la somme importante de 300 millions de lires (avec qui il joue son premier match le 8 septembre 1968 lors d'un nul 0-0 contre Cesena en coupe), y faisant ses premiers pas en Serie A (le 29 septembre 1968 lors d'un match nul 3-3 à l'extérieur contre l'Atalanta), avant de quitter le club au bout d'une saison pour la Sampdoria.
Ensuite, après six saisons passées au Milan AC, il retourne à la Juve à l'été 1976 en échange de Fabio Capello.

### Carrière en sélection
Jouant au poste de milieu de terrain, Romeo Benetti fut sélectionné à 55 reprises en équipe d'Italie entre 1971 et 1980 et a marqué 2 buts. Il participa à la Coupe du monde de football 1974, en RFA. Il inscrit dans ce tournoi un but à la 64e minute contre Haïti (3-1).
Il participe aussi à la Coupe du monde de football 1978, en Argentine. Au cours de ce tournoi, il inscrit un but à la 61e minute contre la Hongrie (3-1), où l'Italie termine 4e du tournoi.
Enfin, sa dernière compétition fut l'Euro 1980. Il ne marqua pas de but, mais, lors du match pour la 3e place contre la Tchécoslovaquie, il réussit son tir au but, ce qui n'empêche pas l'Italie de s'incliner (1-1 tab 8-9).

## Clubs
| En tant que joueur - 1963-1964 : Bolzano Calcio - 1964-1965 : AC Sienne - 1965-1967 : AS Tarente - 1967-1968 : US Palerme - 1968-1969 : Juventus FC - 1969-1970 : UC Sampdoria (prêt) - 1970-1976 : Milan AC - 1976-1979 : Juventus FC - 1979-1981 : AS Rome |  | En tant qu'entraîneur - 1981-1984 : AS Rome (-19 ans) - 1984-1985 : SS Cavese - 1986-1987 : Carrarese Calcio |

## Palmarès
| US Palerme - Serie B (1) : - Champion : 1967-68. |  | AC Milan - Championnat d'Italie : - Vice-champion : 1970-71, 1971-72 et 1972-73. - Coupe d'Italie (2) : - Vainqueur : 1971-72 et 1972-73. - Finaliste : 1974-75. - Coupe des coupes (1) : - Vainqueur : 1972-73. - Finaliste : 1973-74. - Supercoupe d'Europe : - Finaliste : 1973. |  | Juventus FC - Championnat d'Italie (2) : - Champion : 1976-77 et 1977-78. - Coupe d'Italie (1) : - Vainqueur : 1978-79. - Coupe UEFA (1) : - Vainqueur : 1976-77. |  | AS Rome - Championnat d'Italie : - Vice-champion : 1980-81. - Coupe d'Italie (2) : - Vainqueur : 1979-80 et 1980-81. |